# Djupvattensringbuk
Djupvattensringbuk (Paraliparis bathybius) är en djuphavsfisk i ordningen kindpansrade fiskar som finns i Arktis och angränsande vatten.

## Utseende
En liten, grodyngelliknande fisk med stort huvud och en bakåt avsmalnande kropp. Rygg- och analfenan sträcker sig längs större delen av kroppen, stjärtfenan är mycket liten, och bröstfenorna är uppdelade i två lober. Till skillnad från de flesta arter i familjen, saknar denna art sugskiva. Kroppsfärgen är övervägande svart som ljusnar till mörkgrått mot bakre delen av kroppen. Längden kan nå upp till strax över 25 cm.

## Vanor
Djupvattensringbuken är normalt en bottenlevande fisk som vanligen lever i kalla vatten på djup mellan 1 000 och 1 850 m, även om det maximala, konstaterade djupet är 4 009 m. Den har även observerats pelagiskt. Födan består av pelagiska märlkräftor, bottenlevande snäckor och kräftdjur. Inte mycket är känt om artens biologi, men man antar att leken sker på våren, då honan kan lägga upp till 400 ägg.

## Utbredning
Utbredningsområdet omfattar Arktis och nordöstra Atlanten från Grönland till Norska havet; dessutom kring och norr om Färöarna, söder om Jan Mayen, öster om Island och väster om Björnön.